# August Ludwig Fricke
August Gottfried Ludwig Fricke (* 24. März 1829 in Braunschweig; † 27. Juni 1894 in Berlin) war ein deutscher Opernsänger (Bass) und Königlich Preußischer Kammersänger sowie Landschaftsmaler.

## Leben
Fricke besuchte einige Jahre das Collegium Carolinum in Braunschweig und kämpfte 1848 als Freiwilliger beim Feldzug in Schleswig-Holstein. Er erhielt seine Gesangsausbildung bei dem Bariton Hermann Meinhardt in Braunschweig. 1851 debütierte er als Bassist in den Rollen „Sarastro“ und „Marcel“ am Braunschweiger Hoftheater und wechselte im gleichen Jahr an das Stadttheater in Bremen. 1853/1854 hatte er ein Engagement in Königsberg und 1855/1856 am Stadttheater Stettin. In Stettin lernte er den Komponisten Carl Loewe kennen und wurde zu einem bedeutenden Interpreten dessen Werke. Carl Loewe widmete Fricke seinen Liederkranz für eine Baßstimme (Op. 145).
1856 wurde Fricke an die Berliner Hofoper eingeladen, wo er als „Landgraf“, „Sarastro“ und „Marcel“ auftrat. Daraufhin erhielt er eine feste Anstellung und blieb 30 Jahre lang Mitglied der Berliner Hofoper. Dort sang er neben den schon genannten Partien unter anderem den „Osmin“, „Fallstaff“ und „König Heinrich“. 1857 war er an der Uraufführung von Wilhelm Tauberts Oper Macbeth beteiligt. Er gab auch Gastspiele an deutschen und ausländischen Bühnen, insbesondere in London hatte er Erfolg. Mitte Juni 1864 besuchte er Karl Marx in London. Im Mai 1886 ging er, inzwischen zum königlich preußischen Kammersänger ernannt, in Pension.
Neben seiner Gesangskarriere wirkte Fricke auch als Maler. In Braunschweig war er ein Schüler von Heinrich Brandes und in Berlin von Hermann Eschke, bei dem er die Landschaftsmalerei erlernte. Ab 1870 stellte er häufig in Berlin aus, unter anderem bei den Großen Berliner Ausstellungen 1893 und 1894. Er malte überwiegend Landschaften, insbesondere Seestücke, unter anderem mit Motiven von Sylt, Rügen und Mecklenburg. 1878 wurde er Mitglied des Vereins Berliner Künstler. Fricke hatte vermutlich eine Reise nach New York unternommen, da eines seiner Gemälde, das 1887 auf der Berliner Kunstausstellung zu sehen war, den New Yorker Hafen zeigt. Auf Rügen, wo er sich in den Jahren 1892 bis 1893 aufhielt, sind mehrere Motive entstanden.